# Carlos Daniel Valcárcel
Carlos Daniel Valcárcel Esparza (Rímac, Lima, 3 de enero de 1911 - Chaclacayo, 4 de junio de 2007) fue un historiador, educador, investigador y escritor peruano.  Se destacó como investigador minucioso de la época virreinal, periodo borbónico, enfocándose especialmente en la figura de Túpac Amaru II. Catedrático y profesor emérito de la Universidad Nacional Mayor de San Marcos. Recibió las Palmas Magisteriales en el grado de Amauta por el Ministerio de Educación del Perú en 1989.

## Biografía
Cursó su educación primaria en la escuela El Bien General de la ciudad de Huacho y la secundaria en el Colegio Nacional Nuestra Señora de Guadalupe de Lima. Egresó en 1929 y por un tiempo sirvió en el ejército. Luego ingresó a la Universidad Católica y a la Universidad Nacional Mayor de San Marcos, donde se graduó sucesivamente de: bachiller en Humanidades en 1941, doctor en Filosofía en 1941, doctor en Pedagogía en 1944, y doctor en Historia en 1945.
Empezó ejerciendo como profesor de la sección nocturna del Colegio Nacional Alfonso Ugarte y en la Escuela Normal Superior. En 1942, inició su carrera de docente en San Marcos como catedrático de universidad adscrito. Se encargó de las cátedras de Filosofía de la Historia, Historia de la Educación e Historia del Perú (estudio monográfico). Ascendió sucesivamente hasta llegar a los cargos más importantes de dicha universidad, considerada la decana de América. Allí también fue director del Archivo Central Domingo Angulo y director universitario de Biblioteca y Publicaciones. En 1990 fue nombrado profesor emérito.
En el ámbito internacional fue docente de la Universidad Federal Fluminense de Niterói, en el estado de Río de Janeiro, Brasil,[cita requerida] así como profesor visitante y conferencista en universidades y centros culturales de América, Europa y Asia. En 1974 fue elegido presidente del 2.º Congreso Bolivariano de Archiveros.
La Unesco le otorgó una de las tres becas destinadas a historiadores hispanohablantes para que estudiaran los documentos sobre la emancipación hispanoamericana existentes en los archivos europeos. Los otros dos historiadores becados fueron Ricardo Donoso (Chile) y Jorge Rubio Mañé (México). Cada uno de ellos publicó un tomo sobre su respectivo país. El primer tomo por Donoso fue editado por la Comisión de Historia del Instituto Panamericano de Geografía e Historia; el segundo tomo por Rubio fue editado por la Editorial Libros de México en 1960; y el tercer tomo por Valcárcel fue editado por Italgráfica de Caracas en 1974.
Valcárcel fue colaborador de la Escuela de Estudios Hispanoamericanos de Sevilla, España; y del Instituto Panamericano de Geografía e Historia en México. Asimismo visitó los archivos de Caracas, México, La Habana, Río de Janeiro, Sevilla, Baeza, Bruselas y Londres. Participó en numerosos congresos internacionales de americanistas.
Fue también director de la Sociedad Peruana de Historia, de 1954 a 1956; miembro activo de la Sociedad Geográfica de Lima desde 1955; y director de la subcomisión de actuaciones públicas y monumentos de la comisión nacional del bicentenario de la rebelión de Túpac Amaru II en 1980.

## Distinciones
Recibió varias distinciones:
- Premio Nacional de Historia Inca Garcilaso de la Vega (1949)
- Premio Nacional de Educación Toribio Rodríguez de Mendoza (1995 y 1968)
- Medalla de Oro y Diploma de Honor de la Fundación Luis Antonio Eguiguren (1963)
- Premio Interamericano de Cultura OEA (1974-1975)
- Premio Municipal de Lima (1983)
- Orden de las Palmas Magisteriales en el grado de Amauta por el Ministerio de Educación del Perú (1989)

## Publicaciones
- Rebeliones Indígenas (1946).
- La Rebelión de Túpac Amaru (México, Edit. Fondo de Cultura Económica, 1947 y 1965; traducida al idioma japonés en 1965).
- Historia de la educación Incaica (Lima, Edit. San Marcos, 1961).
- Túpac Amaru, San Martín y Bolívar (Lima, Imprenta de la UNMSM, 1972).
- Fuentes documentales para la historia de la Independencia de América en Archivos Europeos (Caracas, Italgráfica, 1974).
- Túpac Amaru. Precursor de la Independencia (Lima, Universidad Nacional Mayor de San Marcos, 1977).
- Introducción a una teoría de la historia (Lima, Imprenta de la UNMSM, 1980).
- Rebeliones Coloniales Sudamericanas (México, 1981).
- Garcilaso Inka (Lima, 1990).
- Garcilaso, el Inca Humanista (Imprenta de la UNMSM, 1995).
- Edición de textos para los cinco años de la educación secundaria en Perú.

## Grupo Andiamérica
En 1992, junto a renombrados artistas e intelectuales peruanos, formó el Grupo Andiamérica con ocasión del V Centenario del encuentro entre americanos y europeos. En este foro, Valcárcel sostuvo: 

"…aún no se ha escrito la verdadera y auténtica historia universal porque la historia oficial que estudiamos es una historia europeo céntrica. Hace falta un foro mundial donde se patentice una historia que contenga la visión de los historiadores de los cinco continentes".